# Będogoszcz
Bdogoszcz [bɛnˈdɔɡɔʂt͡ʂ] (tiếng Đức: Schützenaue) là một khu định cư ở khu hành chính của Gmina Stare Czarnowo, thuộc quận Gryfino, West Pomeranian Voivodeship, ở phía tây bắc Ba Lan.
Trước năm 1945, khu vực này là một phần của Đức.